# ناثاليا راموس
ناثاليا نوره راموس كوهين (3 يوليو 1992)، هي ممثلة، مغنية وعارضة إسبانية، وتحمل الجنسية الأمريكية أيضاً. اشتهرت ناثاليا بأداء دور ياسمين في فيلم «براتز» سنة 2007، ودور جيل في فيلم «الملعون» سنة 2013، كما أدت دور البطولة بدور نينا مارتين في مسلسل نيكلوديون التلفزيوني «بيت أنوبيس» سنة 2011.

## حياتها
ولدت ناثاليا في مدريد، إسبانيا في 3 يوليو 1992. والدتها من أستراليا ووالدها هو مغني البوب الإسباني خوان كارلوس راموس فاكويرو المعروف فنيا باسم إيفان. انتقلت ناثاليا إلى ملبورن، أستراليا في سن الثانية، ثم إلى ميامي عندما بلغت الرابعة من عمرها حيث ترعرعت هناك. دخلت ناثاليا مدرسة الشاطئ الشمالي الابتدائية. اتبعت دين والدتها اليهودية السفاردية. وأصبحت ناثاليا مواطنة أمريكية في 2 يونيو 2016.

## مشوارها
سنة 2007، ظهرت ناثاليا في فيلم الحركة المسرحي «براتز»، حيث لعبت دور ياسمين. وظهرت لفترة قصيرة في فيديو كليب أغنية روكستار للمغني الأمريكي بريما جي. شاركت في حلقة من سلسلة نيكلوديون «صحيح جاكسون» مؤدية دور عارضة مراهقة. وكان لها دور في فيلم الإثارة النفسية «31 شمالا 62 شرقا» للمخرج البريطاني تريستان لورين.
أدت ناثاليا دور البطولة في مسلسل نيكلوديون التلفزيوني «بيت أنوبيس» لموسمين بدور لينا مارتين، التي تسافر إلى إنجلترا من أجل دخول مدرسة داخلية غامضة. ولم تتمم الموسم الثالث للمسلسل بسبب تركيزها على الكلية.
في 2012، مثلت ناثاليا في فيلم الرعب «الملعون»، مؤدية دور جيل، ابنة شخصية بيتر فانسيلي.

## فيلموغرافيا
| السنة     | الاسم                       | الاسم الأصلي                  | الدور       | ملاحظات |
| --------- | --------------------------- | ----------------------------- | ----------- | ------- |
| 2005      | تطورات الاعتقال             | Arrested Development          | هوب لوبلاو  | مسلسل   |
| 2007      | براتز                       | Bratz                         | ياسمين      | فيلم    |
| 2008      | صحيح جاكسون                 | True Jackson                  | داكوتا نورث | مسلسل   |
| 2009      | 31 شمالا 62 شرقا            | 31 North 62 East              | راخيل       | فيلم    |
| 2011–2012 | منزل أنوبيس                 | House of Anubis               | نينا مارتين | مسلسل   |
| 2013      | العميد سلاتر: المرشد المقيم | Dean Slater: Resident Advisor | هانا        | فيلم    |
| 2013      | الملعون                     | The Damned                    | جيل رينولدز | فيلم    |
| 2014      | بُدّلتا عند الولادة           | Switched at Birth             | غريتشن      | مسلسل   |
| 2015      | البحث عن السول              | Seoul Searching               | مونيكا      | فيلم    |
| 2016      | عشب بري                     | Wildflower                    | كلوي موراي  | فيلم    |